# Edgewood (Northumberland County, Pennsylvania)
Edgewood ist ein census-designated place (CDP) in der Coal Township im Northumberland County, Pennsylvania, Vereinigte Staaten. Das U.S. Census Bureau hat bei der Volkszählung 2020 eine Einwohnerzahl von 2.286 ermittelt.

## Geographie
Edgewoods geographische Koordinaten lauten 40° 47′ N, 76° 35′ W (40,788976, −76,576913). Der Ort liegt auf der Südseite des Big Mountain. Im Osten grenzt Edgewood an Shamokin und im Süden an Fairview-Ferndale. Mit diesen bildet Edgewood zwar ein zusammenhängendes Siedlungsgebiet, ist aber vor allem durch den Furnace Run, der Edgewood entwässert, als eigenständige Ortschaft abgegrenzt. Nach den Angaben des United States Census Bureaus hat der CDP eine Gesamtfläche von 1,3 km², alles Land.
Das Straßennetz Edgewoods ist nur an wenigen Stellen mit dem Straßennetz Shamokins und Fairview-Ferndales verbunden. Die beiden aus Shamokin westwärts nach Edgewood führenden Straßen – West Water Street und West Walnut Street – behalten ihren Namen. Auch die meisten übrigen Straßen tragen entsprechend ihrer Lage die Namen der Straßen in Shamokin bzw. Fairview-Ferndale, deren Verlängerung sie theoretisch bilden würden, wären sie miteinander verknüpft. Die einzigen Straßen, die Edgewood mit Fairview-Ferndale verbinden, sind die Fir Street und die Oak Street. Die in Nordsüdrichtung verlaufenden Straßen tragen in Edgewood den Zusatz North und die in Ostwestrichtung verlaufenden Straßen den Zusatz West.

## Demographie
Zum Zeitpunkt des United States Census 2000 bewohnten Edgewood 2619 Personen. Die Bevölkerungsdichte betrug 203,7 Personen pro km². Es gab 1318 Wohneinheiten, durchschnittlich 1038,5 pro km². Die Bevölkerung in Edgewood bestand zu 98,63 % aus Weißen, 0,15 % Schwarzen oder African American, 0,04 % Native American, 0,46 % Asian, 0 % Pacific Islander, 0,15 % gaben an, anderen Rassen anzugehören und 0,57 % nannten zwei oder mehr Rassen. 0,38 % der Bevölkerung erklärten, Hispanos oder Latinos jeglicher Rasse zu sein.
Die Bewohner Edgewoods verteilten sich auf 1184 Haushalte, von denen in 23,7 % Kinder unter 18 Jahren lebten. 48,4 % der Haushalte stellten Verheiratete, 9,6 % hatten einen weiblichen Haushaltsvorstand ohne Ehemann und 38,1 % bildeten keine Familien. 35,4 % der Haushalte bestanden aus Einzelpersonen und in 22,1 % aller Haushalte lebte jemand im Alter von 65 Jahren oder mehr alleine. Die durchschnittliche Haushaltsgröße betrug 2,21 und die durchschnittliche Familiengröße 2,83 Personen.
Die Bevölkerung verteilte sich auf 20,0 % Minderjährige, 6,2 % 18–24-Jährige, 25,7 % 25–44-Jährige, 25,5 % 45–64-Jährige und 22,6 % im Alter von 65 Jahren oder mehr. Der Median des Alters betrug 44 Jahre. Auf jeweils 100 Frauen entfielen 86,9 Männer. Bei den über 18-Jährigen entfielen auf 100 Frauen 82,2 Männer.
Das mittlere Haushaltseinkommen in Edgewood betrug 27.303 US-Dollar und das mittlere Familieneinkommen erreichte die Höhe von 40.259 US-Dollar. Das Durchschnittseinkommen der Männer betrug 32.042 US-Dollar, gegenüber 23.859 US-Dollar bei den Frauen. Das Pro-Kopf-Einkommen belief sich auf 17.445 US-Dollar. 14,7 % der Bevölkerung und 12,2 % der Familien hatten ein Einkommen unterhalb der Armutsgrenze, davon waren 10,9 % der Minderjährigen und 15,5 % der Altersgruppe 65 Jahre und mehr betroffen.